# 1993 en philosophie
Chronologie de la philosophie
- 1989
- 1990
- 1991
- 1992
- 1993
- 1994
- 1995
- 1996
- 1997

L’année 1993 a été marquée, en philosophie, par les événements suivants :

## Publications
- La Sculpture de soi : la morale esthétique, de Michel Onfray.

### Rééditions
- Scipion Dupleix :  Cours de philosophie, contenant la logique, l’éthique, la physique et la métaphysique, Genève, 1627-1636.Réimpression éditée par Roger Ariew : La logique, Paris, 1984 ; La physique, Paris, 1990 ; La métaphysique, Paris, 1992 ; L’éthique, Paris, 1993. C’est le premier ouvrage de ce genre jamais rédigé en français ; il a été composé pour le prince, son élève.
- Pierre-Daniel Huet :  Mémoires, nouvelle édition précédée d’une introduction et annotée par Philippe-Joseph Salazar, Paris/Toulouse, Klincksieck/Société de littérature classique, 1993, 170 p.  (ISBN 2-908728-13-3)

### Traductions
- De l'antique sagesse de l'Italie de Giambattista Vico, trad. de Jules Michelet, présentation et notes par Bruno Pinchard, Paris, Garnier-Flammarion, 1993.
- Thomas Hobbes : 
  - Of Liberty and Necessity, (1645, publié sans l’accord de Hobbes en 1654), EW IV, 229-278 ; De la liberté et de la nécessité, traduction et notes par F. Lessay, dans Œuvres traduites, T. XI-1, Paris, Vrin, 1993, 29-118.
- An Answer to a Book Published by Dr. Bramhall, late Bishop of Derryn Called the « Catching of the Leviathan », (1667/8, publié à titre posthume en 1682), EW IV, 279-384.
  - Réponse à un livre publié par le Docteur Bramhall, feu évêque de Derry, intitulé « La capture de Léviathan », introduction, traduction et notes par F. Lessay, dans De la liberté et de la nécessité, Œuvres traduites, T. XI-1, Paris, Vrin, 1993, 121-261.